# C18H16N2
化学式C18H16N2的化合物（摩尔质量：260.34 g/mol）可以指：
- N,N'-二苯基对苯二胺，CAS号：74-31-7
- N,N'-二苯基邻苯二胺，CAS号：27137-31-1
- 4-氨基三苯胺，CAS号：2350-01-8

|  | 这个同类索引页列出了具有相同分子式的化学物（即同分異構體）条目。 除非您是有意链接至本页，否则应将相应条目的内部链接指向正确的条目。 |